# لگی‌ها

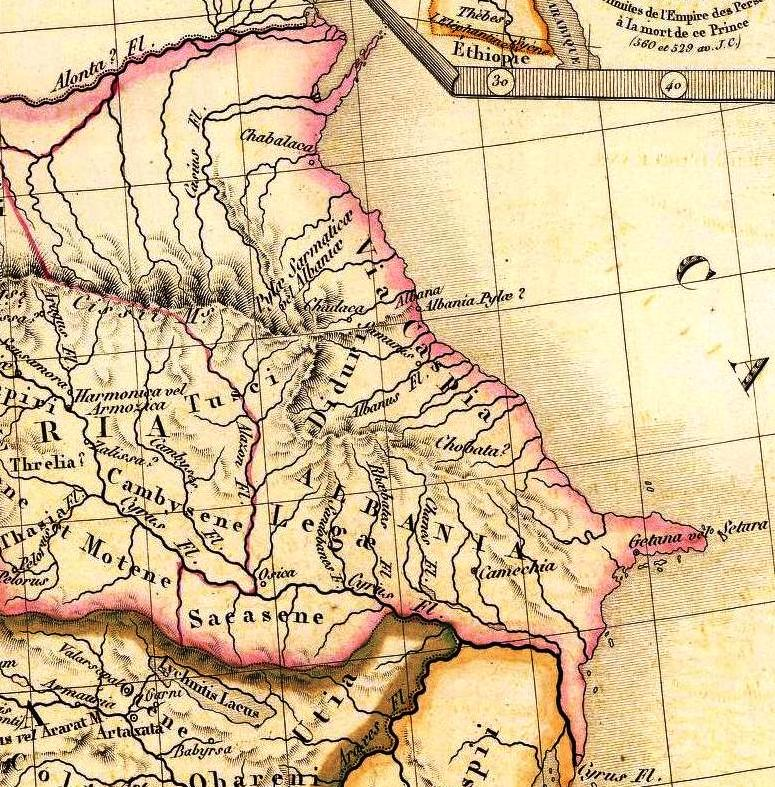
لگائه در شمال رود کورا در آلبانیای قفقاز مشخص شده‌است

لِگی‌ها (به لاتین: legae) قومی ایرانی‌تبار و سکایی بودند که در جنوب غربی ساحل دریای خزر سکونت داشتند. به گزارش استرابون مورخ یونانی، گلی‌ها و لگی‌ها اقوامی سکایی‌تبار می‌باشند که در میان آمازون‌ها و آلبانیایی‌ها سکونت داشتند.